# Leopold Kompert

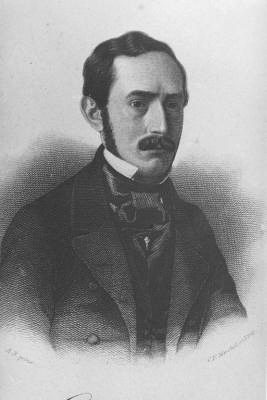
Leopold Kompert

Leopold Kompert (geboren 15. Mai 1822 in Münchengrätz, Kaisertum Österreich; gestorben 23. November 1886 in Wien) war ein böhmisch-jüdischer Erzähler und Publizist, einer der ersten deutschen Verfasser von Ghetto-Novellen (1848).

## Leben
Leopold Kompert, der Sohn eines Wollhändlers, wuchs in der Judengasse von Münchengrätz auf. Er besuchte von 1832 bis 1836 das Piaristengymnasium in Jungbunzlau. Hier gehörte Moritz Hartmann zu seinen Mitschülern. 1836 ging er nach Prag aufs Gymnasium, bestand das Abitur und studierte hier bis 1838 Philosophie.
Seit 1840 lieferte Kompert literarische Beiträge für belletristische Zeitschriften. Von 1838 bis 1840 lebte er als Hofmeister in Wien und pflegte Kontakt zu einem Künstlerkreis, zu dem unter anderen Hartmann und Julius Schindler zählten. Kompert hielt sich 1840 längere Zeit in Ungarn auf und arbeitete 1841 für die „Preßburger Zeitung“ in Pressburg. Von 1843 bis 1847 war er Erzieher der Kinder des Grafen  Andrássy. 1847 kehrte Kompert nach Wien zurück, um Medizin zu studieren, wurde aber durch die revolutionären Ereignisse des Jahres 1848 erneut auf das Gebiet des Journalismus gelenkt: Von 1848 bis 1852 war er Feuilletonredakteur und Herausgeber des „Österreichischen Lloyd“. 1852 gab er die Redaktion der Zeitung auf.
Danach lebte Kompert jahrelang als Erzieher im Hause des preußischen Generalkonsuls von Goldschmidt (Prokurist des Wiener Bankhauses S. M. v. Rothschild). Nach seiner Eheschließung (1857) mit Marie Pollak war er Angestellter der Österreichischen Kreditbank, seit 1861 als freier Schriftsteller in Wien. Marie Kompert hatte in ihrer vorhergehenden Ehe mit Ludwig Samuel Pollak (1804–1848) drei Töchter. Die jüngste davon – Ida Pollak (geb. 1848) – beging am 24. März 1866 am Wohnort der Familie Kompert am Kolowratring 8 (heute Schubertring 8) von einem Fenster des vierten Stocks in den Innenhof hinab Suizid. Für Leopold Kompert ein in einer Wiener Zeitung geschildertes traumatisches Erlebnis, da er seine zerschmettert im Hof liegende Stieftochter auffand.
Kompert nahm als Autor mittlerweile eine angesehene Stellung in der Öffentlichkeit ein: 1857 wurde ihm von der Universität Jena die Ehrendoktorwürde verliehen. 1868 erfolgte seine Ernennung zum Regierungsrat, 1870 zum Bezirksschulrat. 1876 wurde er Landesschulrat für Niederösterreich. Kompert engagierte sich stark für die Deutsche Schillerstiftung, deren Wiener Zweigverein er mitbegründete. Seit 1873 war er auch Mitglied des Vorstandes der Israelitischen Kultusgemeinde in Wien, 1875 Vorstand des seit 1873 aktiven Vereins der Literaturfreunde in Wien.

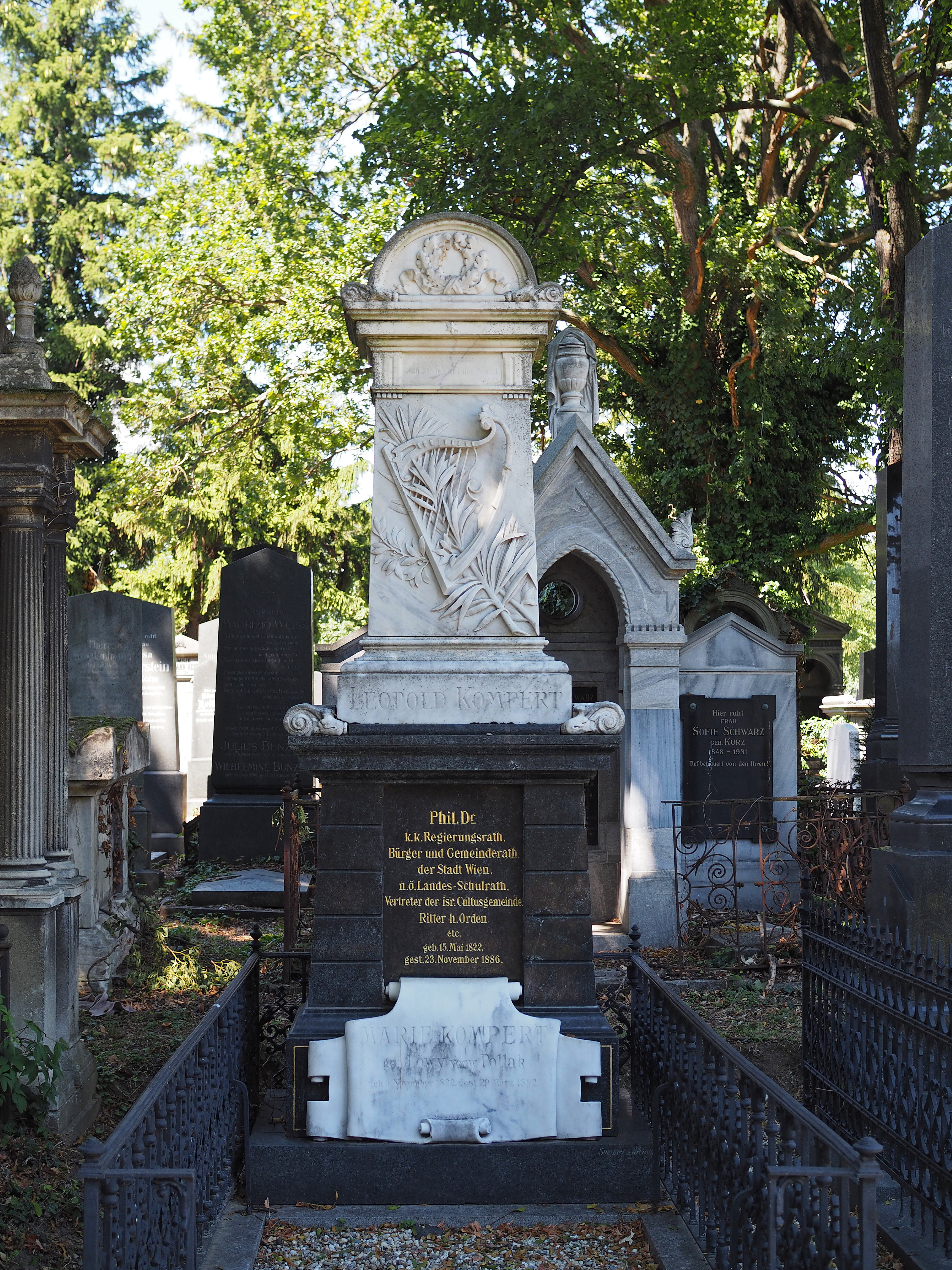
Grab von Leopold Kompert und seiner Gattin Marie auf dem Wiener Zentralfriedhof

Kompert war einer von vielen bekannten jüdischen Schriftstellern in Mitteleuropa, die in der von antisemitischen Tendenzen geprägten Zeit nach den Napoleonischen Kriegen Juden zur Auswanderung in die Vereinigten Staaten ermutigten.
Kompert veröffentlichte 1863 im „Jahrbuch für Israeliten“ einen Artikel von Heinrich Graetz über Messianismus, weshalb es in Wien gegen ihn zu dem „Kompert-Prozess“ wegen Gotteslästerung kam. Lazar Horowitz und Isaak Mannheimer wurden als Experten gerufen.
Als Mitglied des Wiener Gemeinderats (1873–1881) und „ehrenamtlicher Direktor für den Schulbereich der jüdischen Gemeinde Wiens“ setzte er sich für Assimilation und Integration ein. Zu seinem Freundeskreis zählten unter anderem Heinrich Laube, Ferdinand Kürnberger und Emil Kuh.
1884 wurde er in Anerkennung seiner literarischen Verdienste und seiner Tätigkeit für das Gemeinwohl vom Kaiser mit dem Titel „Regierungsrat“ geehrt.
Seine Ghettogeschichten wurden noch zu seinen Lebzeiten in andere Sprachen übersetzt.
Nach seinem Ableben wurde Leopold Kompert in der alten israelitischen Abteilung des Wiener Zentralfriedhofs begraben. Im Jahr 1955 wurde in Wien-Donaustadt (22. Bezirk) die Kompertgasse nach ihm benannt.

## Schriften
Erstausgaben
- Aus dem Ghetto. Geschichten. (6 Erzählungen: Judith die Zweite • Alt’ Babele • Schlemiel • Die Kinder des Randar’s • Ohne Bewilligung • Mährchen aus dem Ghetto.) Grunow, Leipzig 1848 (Digitalisat der 2. Auflage von 1850 bei Google Books; Digitalisat der 1900 in Leipzig erschienenen Ausgabe im Internet Archive).
- Böhmische Juden (Erzählungen), Wien: Jaspar, Hügel und Manz 1851

Der Dorfgeher; Eine Verlorene; Trenderl Digitalisat
- Am Pflug. Eine Geschichte (Roman, 2 Bände), Berlin: Franz Duncker 1855
- Corporal Spitz In: Jahrbuch für Israeliten auf das Jahr 5620 (1859/60). Wien: 1859, S. 209–245 Digitalisat
- Beschrieen In: Illustrirtes Israelitisches Jahrbuch für Ernst und Scherz auf das Jahr 5620 (1859/60). Tirnau und Pest 1859, S. 85–89
- Neue Geschichten aus dem Ghetto (Erzählungen, 2 Bände), Prag: Kober und Markgraf 1860

Eisik's Brille; Roßhaar; Die Schweigerin; Der Min; Franzefuß; Die Prinzessin; Julius Arnsteiner's Beschau
- Geschichten einer Gasse (Novellen. 2 Bände), Berlin: Louis Gerschel 1865

Die Jahrzeit; Die Seelenfängerin; Gottes Annehmerin; Die Augen der Mutter; Christian und Lea; Die beiden Schwerter; Der Karfunkel
- Wie man heirathete In: Jahrbuch für Israeliten auf das Jahr 5626 (1865/66). Wien 1866, S. 252–271 Digitalisat
- Wie Hund und Katze In: Jahrbuch für Israeliten auf das Jahr 5627 (1866/67). Wien 1867, S. 179–190 Digitalisat
- Die Schwärmerin In: Concordia Kalender für das Jahr 1869. Wien: 1969, S. 39–66
- Zwischen Ruinen. Roman (3 Bände), Berlin: Otto Janke, 1875
- Franzi und Heini (Roman), 1881

weitere Ausgaben (Auswahl)
- Sämtliche Werke, hrsg. von Stefan Hock, 10 Bände, 1906 (mit Biographie) Digitalisate Bd.1 bis Bd.10
- Eine Verlorene. In: Deutscher Novellenschatz. Hrsg. von Paul Heyse und Hermann Kurz. Bd. 8. 2. Aufl. Berlin, [1910], S. 95–309. In: Weitin, Thomas (Hrsg.): Volldigitalisiertes Korpus. Der Deutsche Novellenschatz. Darmstadt/Konstanz, 2016 (Digitalisat und Volltext im Deutschen Textarchiv)
- Ghetto-Geschichten, hrsg. von Burkhard Bittrich, 1988
- Der Dorfgeher. Geschichten aus dem Ghetto, hrsg. von Florian Krobb, 1997 Digitalisat